# Craiter (huyện)
Huyện Craiter là một huyện thuộc tỉnh `Adan, Yemen. Đến thời điểm năm 2003, huyện này có dân số 76723 người